# Lega Musulmana del Pakistan (Q)
La Lega Musulmana del Pakistan (Gruppo Quaid e Azam) (in urdu پاکستان مسلم لیگ (ق)‎?; Pākistān Muslim Līg (Qāf), acronimi: PML(Q), PML-Q, PMLQ, "Q League") è un partito politico pakistano, di centro-destra e nazionalista. A partire dalle elezioni parlamentari del 2018, conta su una rappresentanza di 5 seggi. In precedenza aveva appoggiato il governo dell'ex primo ministro Raja Pervez Ashraf e condotto una campagna elettorale come alleato del Partito Popolare Pakistano nelle province del Punjab e del Belucistan in opposizione alla Lega Musulmana del Pakistan (N), partito rivale di centro-destra e conservatore fiscale.
La sua leadership e i suoi membri facevano parte della Lega Musulmana del Pakistan (N) presieduta dall'ex primo ministro Nawaz Sharif. Dopo le elezioni generali del 1997, sono emerse divergenze politiche che alla fine hanno portato alla creazione di una fazione all'interno del partito. I dissidenti, guidati da Shujaat Hussain, hanno chiesto un sostegno forte e chiaro a favore del colpo di stato militare del 1999 organizzato e guidato dall'allora capo di stato maggiore dell'esercito e presidente del comitato congiunto dei capi di stato maggiore, il generale Pervez Musharraf.
Nel 2002, i leader dissidenti fondarono il partito, incentrato sul governo del presidente Pervez Musharraf. In seguito divenne parte integrante del governo di Musharraf e nominò il proprio primo ministro, Shaukat Aziz. Il leader dissidente Shujaat Hussain fu nominato presidente del partito e l'attenzione del partito si focalizzò nell'attrarre gli elettori del PML-N. Ulteriore vantaggio è stato colto da Musharraf, che ha concesso opportunità al partito con l'obiettivo del sostegno esclusivo del governo e di diminuire il sostegno pubblico di Sharif.
L'emergere del PML-N come il più grande partito di opposizione dopo le elezioni del 2008 ha portato a un crollo significativo dell'influenza del PML-Q.
In seguito, il partito ha sofferto l'allontanamento di diversi membri che si sono riavvicinati al PML-N, anche costituendo nuovi partiti tra cui la Lega Musulmana del Pakistan (LM) (Like-Minded) e la Lega Musulmana Avami, oppure confluiti nel nuovo partito dell'ex presidente Musharraf. I membri senior si unirono a PML-N, mentre la leadership più giovane confluì nel Movimento per la Giustizia del Pakistan (PTI).
Nel settembre 2010, il PML-Q si unì al PML-F, con ideologia simile, formando la Lega Musulmana del Pakistan (Pir Pagara), ma l'esperienza fu di breve durata, cessando nel maggio 2011 allorquando il partito diede il suo appoggio governo guidato di Yousaf Raza Gillani in sostituzione al PML-N, che aveva ritirato l'appoggio. Tuttavia, il partito ha annunciato il suo ritiro dal Parlamento, adducendo come motivo il fallimento del Partito Popolare Pakistano nel risolvere la crisi energetica, che ha avuto un impatto diretto sul governo federale. La situazione è successivamente migliorata grazie all'agevolazione dei prezzi del carburante il 15 giugno 2012.